# Cercasi Cenerentola - Il musical
Cercasi Cenerentola - Il musical è la quarta opera solista di Stefano D'Orazio, pubblicata nel 2014.
Dopo le positive esperienze di Aladin - Il musical, Mamma Mia - Il musical e W Zorro - Il musical, Stefano D'Orazio scrive questo musical, un progetto realizzato con il contributo di Saverio Marconi e di Stefano Cenci, che ha firmato le musiche, e con la collaborazione della Compagnia della Rancia.
Dal musical è stato tratto anche un album discografico.

## Cast

### Personaggi
- Principe: Paolo Ruffini
- Rodrigo il consigliere: Manuel Frattini
- Cenerentola: Beatrice Baldaccini
- Velenia la Matrigna: Laura Di Mauro
- Anastasia: Silvia Di Stefano
- Genoveffa: Roberta Miolla
- Clementina la fata: Claudia Campolongo

## Team creativo
- Scritto da: Stefano D'Orazio e Saverio Marconi
- Musiche: Stefano Cenci
- Liriche: Stefano D'Orazio
- Scene: Gabriele Moreschi
- Costumi: Carla Accoramboni
- Coreografie: Gillian Bruce
- Direzione vocale: Lena Biolcati
- Disegno luci: Valerio Tiberi
- Disegno fonico: Emanuele Carlucci
- Trucco e parrucche: Antonella Marinuzzi
- Orchestrazione e produzione musicale: Riccardo Di Paola
- Regia: Saverio Marconi e Marco Iacomelli
- Produttore esecutivo: Michele Renzullo
- Direttore tecnico: Gabriele Moreschi
- Direttore di produzione: Alessio Imberti
- Responsabile di produzione: Laura Volta
- Coordinamento musicale: Marco Iacomelli
- Aiuto regia: Francesco Marchesi
- Assistente alle coreografie: Ilaria Suss
- Assistente alla direzione vocale: Gianluca Sambatano
- Fotografie: Nep Photo/Laila Pozzi
- Produzione: Compagnia della Rancia

## Canzoni
Sono tutte firmate da Stefano Cenci e Stefano D'Orazio.
1. I topi ballano
2. Ci vuole classe
3. Inno di microbia
4. Io sono Cenerentola
5. Con te che devo fare
6. Vado al ballo
7. Avanti tutta
8. Superstar
9. Soli si muore
10. Clementina la fata
11. Principessa
12. Il ballo di Genoveffa
13. Mi basta poco
14. Che notte stanotte
15. Colpo di fulmine
16. La scarpetta
17. Finale

TRACCE NON INCLUSE
1. Basta aggiungere un fiocco